# Ocyale huachoi
Ocyale huachoi là một loài nhện trong họ Lycosidae.
Loài này thuộc chi Ocyale. Ocyale huachoi được Cândido Firmino de Mello-Leitão miêu tả năm 1942.